# Ico Aguilar
Francisco Javier Aguilar García, conocido como Ico Aguilar (Santander, Cantabria, 26 de marzo de 1949 - 11 de mayo de 2020), fue un futbolista y entrenador español que jugaba como delantero.

## Trayectoria
Ico Aguilar debutó con el Real Racing Club de Santander en 1967 y se convirtió en profesional en 1968, mientras el equipo cántabro jugaba en Tercera División. Marcó el gol del desempate en 1970 contra el C. D. Ilicitano en el estadio Santiago Bernabéu, que supuso el ascenso a Segunda División. Además, el 6 de junio de 1971 marcó el gol n.º 2000 del Racing de Santander, que fue también su último gol como racinguista, contra el Hércules C. F.
En 1971 fue traspasado junto a Santillana y Pedro Corral al Real Madrid C. F., y el Racing consiguió así un ingreso económico que evitó la desaparición del club. Con el equipo madrileño ganó cinco Ligas y dos Copas del Generalísimo; en la final de la Copa de 1975 marcó el cuarto y decisivo penalti contra el Club Atlético de Madrid. Posteriormente, jugó dos temporadas en el Real Sporting de Gijón —1979-80 y 1980-81—, con el que consiguió un tercer puesto en la Liga y una clasificación para la Copa de la UEFA. Tras su etapa en Gijón, jugó dos temporadas en Segunda División con la A. D. Rayo Vallecano.
El 2 de diciembre de 2007 recibió la Insignia de Oro del Racing de Santander junto a Santillana y Corral, condecoración que les fue entregada en 1971 al ser traspasados al Real Madrid.

## Muerte
A través de un comunicado el Real Madrid comunicó su fallecimiento a los setenta y un años, a consecuencia de un cáncer.

## Selección nacional
Fue internacional con la selección española sub-23 y en el partido de su debut marcó un gol contra la Unión Soviética. Su primer encuentro con la selección absoluta lo disputó el 24 de noviembre de 1971 contra Chipre en el estadio de Los Cármenes de Granada; finalizó con victoria española por 7-0 y Aguilar logró anotar uno de los goles. En total, disputó tres partidos con la selección nacional.

## Clubes

### Como jugador
| Club                          | País   | Año       |
| ----------------------------- | ------ | --------- |
| Real Racing Club de Santander | España | 1967-1971 |
| Real Madrid C. F.             | España | 1971-1979 |
| Real Sporting de Gijón        | España | 1979-1981 |
| A. D. Rayo Vallecano          | España | 1981-1983 |

### Como entrenador
| Club            | País   | Año       |
| --------------- | ------ | --------- |
| R. S. D. Alcalá | España | 1989-1991 |
| C. D. Logroñés  | España | 2002      |

## Palmarés

### Campeonatos nacionales
| Título                | Club              | País   | Año  |
| --------------------- | ----------------- | ------ | ---- |
| Liga española         | Real Madrid C. F. | España | 1972 |
| Copa del Generalísimo | Real Madrid C. F. | España | 1974 |
| Liga española         | Real Madrid C. F. | España | 1975 |
| Copa del Generalísimo | Real Madrid C. F. | España | 1975 |
| Liga española         | Real Madrid C. F. | España | 1976 |
| Liga española         | Real Madrid C. F. | España | 1978 |
| Liga española         | Real Madrid C. F. | España | 1979 |